# 西与賀村
西与賀村（にしよかむら）は、佐賀県佐賀郡にあった村。現在の佐賀市の一部にあたる。

## 地理
佐賀平野の南部、本庄江の下流東岸に位置していた。
- 海洋：有明海

## 歴史
- 1889年（明治22年）4月1日、町村制の施行により、佐賀郡高太郎村、相応津、厘外村（一部、正里を除く）、厘外津（一部、今津上町・今津下町）、鹿子村（一部、一本杉）が合併して村制施行し、西与賀村が発足[1][2]。旧村名を継承した高太郎、相応津、厘外、今津の4大字を編成[2]。
- 1954年（昭和29年）3月31日、佐賀市に編入され廃止[1][2]。

## 産業
- 相応津・今津 - 漁業。物産：かまぼこ、ちくわ[2]
- 今津・厘外 - 瓦製造[2]

## 教育
- 西与賀小学校（現佐賀市立西与賀小学校）[2]